# Goncourt, Haute-Marne
Goncourt este o comună din Franța, situată în departamentul Haute-Marne în regiunea Champagne-Ardenne. 